# Ешбах (Палатинат)
Ешбах (њем. Eschbach) општина је у њемачкој савезној држави Рајна-Палатинат. Једно је од 74 општинска средишта округа Зидлихе Вајнштрасе. Према процјени из 2010. у општини је живјело 684 становника. Посједује регионалну шифру (AGS) 7337022.

## Географски и демографски подаци
Ешбах се налази у савезној држави Рајна-Палатинат у округу Зидлихе Вајнштрасе. Општина се налази на надморској висини од 231 метра. Површина општине износи 3,7 km². У самом мјесту је, према процјени из 2010. године, живјело 684 становника. Просјечна густина становништва износи 187 становника/km².

## Међународна сарадња
| Мјесто | Држава    | Врста сарадње | Од    |
| ------ | --------- | ------------- | ----- |
|        | Француска | партнерство   | 2006. |
| Извор  |           |               |       |